# Ало (королевство)
Ало (Alo) — историческое королевство, существовавшее на территории заморского сообщества Франции Уоллис и Футуна на острове Футуна.

## История
Согласно устной традиции, королевство Ало было создано около 1565 года на юго-востоке острова Футуна тонганийцами во главе с хау Факавеликеле. Ало стало первым королевством, образованным на Футуна. Впоследствии Ало присоединило к себе королевство Туа на севере и объединило всю восточную часть острова. В 1784 году в западной части Футуна было создано королевство Сигаве. В 1839 году между Ало и Сигаве началась война, закончившаяся поражением последних и оккупации их территорий. 29 сентября 1887 года короли Ало Алиасеги и Сигаве Джоабе Мануа Мусулану подписали договор, установивший французский протекторат. В 1917 году Ало, как и другие королевства, находившиеся в протекторате Уоллис и Футуна, были аннексированы Францией и преобразованы в Колонию Уоллис и Футуна, которая находилась под управлением колонии Новая Каледония.